# شارلوت سارتر
شارلوت سارتر (انگلیسی: Charlotte Sartre؛ زادهٔ ۶ دسامبر ۱۹۹۴) بازیگر پورنوگرافی اهل ایالات متحده آمریکا است.